# Bahnstrecke Paris-Bastille–Marles-en-Brie
| Sucy-Bonneuil mit seinen Abstellgleisen auf der alten Trasse neben dem heutigen Regionalbahnhof; 2008 |                              |                                                      |                                                      |
| Streckennummer (SNCF): | 956 000                      |                                                      |                                                      |
| Kursbuchstrecke (SNCF): | 194, 195, 193 (214)          |                                                      |                                                      |
| Streckenlänge: | 66,3 km                      |                                                      |                                                      |
| Spurweite: | 1435 mm (Normalspur)         |                                                      |                                                      |
| Stromsystem: | 1500 V = 25 kV – 50 Hz ~     |                                                      |                                                      |
| Maximale Neigung: | 13 ‰                         |                                                      |                                                      |
| Zweigleisigkeit: | auf der noch offenen Strecke |                                                      |                                                      |
| |                              |                                                      |                                                      |
| \| \| 0,0 \| Paris-Bastille \| Paris-Bastille \| \| \| \| Hochbahn (Viaduc des Arts) \| \| \| \| 2,1 \| Paris-Reuilly \| Paris-Reuilly \| \| \| \| Garages de Reuilly \| \| \| \| \| Tunnel de Reuilly (134 m) \| \| \| \| \| \| \| \| \| 2,5 \| Tunnel de Picpus (54 m) \| Tunnel de Picpus (54 m) \| \| \| \| Abzw. Bel-Air \| \| \| \| 3,1 \| Bel-Air \| Bel-Air \| \| \| ~3,3 \| Petite Ceinture La Râpée–Les Batignolles \| Petite Ceinture La Râpée–Les Batignolles \| \| \| ~3,7 \| Stadtautobahn Boulevard Périphérique intérieur \| Stadtautobahn Boulevard Périphérique intérieur \| \| \| ~3,8 \| Paris / Département Val-de-Marne \| Paris / Département Val-de-Marne \| \| \| \| Tunnel de Saint-Mandé (252 m) \| \| \| \| 4,3 \| Saint-Mandé \| Saint-Mandé \| \| \| \| RER A von St.-Germain-en-Laye \| \| \| \| \| \| \| \| \| 5,4 \| Vincennes \| Vincennes \| \| \| \| \| \| \| \| \| Fontenay (ehem. Güterbahnhof) \| \| \| \| 6,8 \| Abzw. Fontenay RER A nach Marne-la-Vallée \| Abzw. Fontenay RER A nach Marne-la-Vallée \| \| \| 7,7 \| Fontenay-sous-Bois \| Fontenay-sous-Bois \| \| \| \| Nogent-Vincennes \| \| \| \| \| \| \| \| \| 8,7 \| Nogent-sur-Marne \| Nogent-sur-Marne \| \| \| \| \| \| \| \| 10,6 \| Joinville-le-Pont \| Joinville-le-Pont \| \| \| \| Viaduc de Saint-Maurice (380 m) \| \| \| \| 12,3 \| Saint-Maur-Créteil \| Saint-Maur-Créteil \| \| \| 13,3 \| Parc de Saint-Maur \| Parc de Saint-Maur \| \| \| \| Grande Ceinture von Bobigny \| \| \| \| 15,1 \| Champigny \| Champigny \| \| \| 16,8 \| La Varenne-Chennevières \| 41 m \| \| \| \| Marne \| \| \| \| \| LGV Interconnexion Est von/n. Villeneuve-St-Georges \| \| \| \| \| Bahnstrecke Bobigny–Sucy-Bonneuil von Bobigny \| \| \| \| 19,4 \| Sucy-Bonneuil \| 38 m \| \| \| \| Grande Ceinture nach Versailles \| \| \| \| ~21,6 \| N 19 \| N 19 \| \| \| 21,7 \| Boissy-Saint-Léger \| 56 m \| \| \| \| Außengrenze des RATP – Ende Elektrifizierung \| \| \| \| 23,7 \| Limeil-Brévannes \| Limeil-Brévannes \| \| \| \| \| \| \| \| 28,0 \| Villecresnes \| Villecresnes \| \| \| \| \| \| \| \| 30,8 \| Mandres \| 93 m \| \| \| \| \| \| \| \| ~32,4 \| N 19 \| N 19 \| \| \| 32,4 \| Santeny-Servon \| 96 m \| \| \| ~32,4 \| Département Val-de-Marne / Seine-et-Marne \| Département Val-de-Marne / Seine-et-Marne \| \| \| \| LGV Interconnexion Est von/nach Vémars \| \| \| \| 35,9 \| Brie-Comte-Robert \| 89 m \| \| \| 40,4 \| Grisy-Suisnes \| 98 m \| \| \| ~41,2 \| D319 (ehem. N 19) \| D319 (ehem. N 19) \| \| \| 43,1 \| Coubert-Soignolles \| 85 m \| \| \| 45,4 \| Yerres \| Yerres \| \| \| \| LGV Sud-Est \| \| \| \| 50,9 \| Yèbles-Guignes \| 93 m \| \| \| \| Bahnstrecke Paris–Mulhouse von Paris-Est \| \| \| \| 54,1 52,5 \| Verneuil-l’Étang \| 96 m \| \| \| \| Bahnstrecke Paris–Mulhouse nach Mulhouse \| \| \| \| 57,2 \| Yerres \| Yerres \| \| \| 58,7 \| Chaumes \| 100 m \| \| \| 63,4 \| Fontenay-Trésigny \| 105 m \| \| \| \| Bahnstrecke Gretz-Armainvilliers–Sézanne v. Gretz‑A. \| \| \| \| 66,3 49,0 \| Marles-en-Brie \| 109 m \| \| \| \| Bahnstrecke Gretz-Armainvilliers–Sézanne n. Sézanne \| \| |                              |                                                      |                                                      |
| Kopfbahnhof Streckenanfang (Strecke außer Betrieb) | 0,0                          | Paris-Bastille                                       | Paris-Bastille                                       |
| Strecke (außer Betrieb) |                              | Hochbahn (Viaduc des Arts)                           | Hochbahn (Viaduc des Arts)                           |
| Bahnhof (Strecke außer Betrieb) | 2,1                          | Paris-Reuilly                                        | Paris-Reuilly                                        |
| Strecke · Dienststation / Betriebs- oder Güterbahnhof (Strecke außer Betrieb) |                              | Garages de Reuilly                                   | Garages de Reuilly                                   |
| Strecke · Tunnel (Strecke außer Betrieb) |                              | Tunnel de Reuilly (134 m)                            | Tunnel de Reuilly (134 m)                            |
| Abzweig geradeaus und von links · Strecke nach rechts |                              |                                                      |                                                      |
| Tunnel (Strecke außer Betrieb) | 2,5                          | Tunnel de Picpus (54 m)                              | Tunnel de Picpus (54 m)                              |
| |                              | Abzw. Bel-Air                                        |                                                      |
| Strecke · Bahnhof | 3,1                          | Bel-Air                                              | Bel-Air                                              |
| Strecke quer · Abzweig quer und nach rechts · Kreuzung geradeaus unten · Strecke quer | ~3,3                         | Petite Ceinture La Râpée–Les Batignolles             | Petite Ceinture La Râpée–Les Batignolles             |
| Brücke (Strecke außer Betrieb) | ~3,7                         | Stadtautobahn Boulevard Périphérique intérieur       | Stadtautobahn Boulevard Périphérique intérieur       |
| Grenze (Strecke außer Betrieb) | ~3,8                         | Paris / Département Val-de-Marne                     | Paris / Département Val-de-Marne                     |
| Tunnel (Strecke außer Betrieb) |                              | Tunnel de Saint-Mandé (252 m)                        | Tunnel de Saint-Mandé (252 m)                        |
| Bahnhof (Strecke außer Betrieb) | 4,3                          | Saint-Mandé                                          | Saint-Mandé                                          |
| Abzweig ehemals geradeaus und von links |                              | RER A von St.-Germain-en-Laye                        | RER A von St.-Germain-en-Laye                        |
| Tunnelanfang |                              |                                                      |                                                      |
| Bahnhof (im Tunnel) | 5,4                          | Vincennes                                            | Vincennes                                            |
| Tunnelende |                              |                                                      |                                                      |
| Dienststation / Betriebs- oder Güterbahnhof |                              | Fontenay (ehem. Güterbahnhof)                        | Fontenay (ehem. Güterbahnhof)                        |
| Abzweig geradeaus und nach links | 6,8                          | Abzw. Fontenay RER A nach Marne-la-Vallée            | Abzw. Fontenay RER A nach Marne-la-Vallée            |
| Bahnhof | 7,7                          | Fontenay-sous-Bois                                   | Fontenay-sous-Bois                                   |
| ehemaliger Bahnhof |                              | Nogent-Vincennes                                     | Nogent-Vincennes                                     |
| Tunnelanfang |                              |                                                      |                                                      |
| Bahnhof (im Tunnel) | 8,7                          | Nogent-sur-Marne                                     | Nogent-sur-Marne                                     |
| Tunnelende |                              |                                                      |                                                      |
| Bahnhof | 10,6                         | Joinville-le-Pont                                    | Joinville-le-Pont                                    |
| Brücke |                              | Viaduc de Saint-Maurice (380 m)                      | Viaduc de Saint-Maurice (380 m)                      |
| Bahnhof | 12,3                         | Saint-Maur-Créteil                                   | Saint-Maur-Créteil                                   |
| Bahnhof | 13,3                         | Parc de Saint-Maur                                   | Parc de Saint-Maur                                   |
| Strecke quer |                              | Grande Ceinture von Bobigny                          | Grande Ceinture von Bobigny                          |
| Bahnhof Streckenende | 15,1                         | Champigny                                            | Champigny                                            |
| Bahnhof Streckenende | 16,8                         | La Varenne-Chennevières                              | 41 m                                                 |
| |                              | Marne                                                |                                                      |
| Strecke quer · Strecke von rechts · Überleitstelle / Spurwechsel |                              | LGV Interconnexion Est von/n. Villeneuve-St-Georges  | LGV Interconnexion Est von/n. Villeneuve-St-Georges  |
| Strecke · Strecke · Abzweig geradeaus und von links · Strecke quer |                              | Bahnstrecke Bobigny–Sucy-Bonneuil von Bobigny        | Bahnstrecke Bobigny–Sucy-Bonneuil von Bobigny        |
| Strecke · Bahnhof Streckenende | 19,4                         | Sucy-Bonneuil                                        | 38 m                                                 |
| Strecke quer · Kreuzung geradeaus oben |                              | Grande Ceinture nach Versailles                      | Grande Ceinture nach Versailles                      |
| Brücke | ~21,6                        | N 19                                                 | N 19                                                 |
| Strecke · Kopfbahnhof Strecke ab hier außer Betrieb | 21,7                         | Boissy-Saint-Léger                                   | 56 m                                                 |
| Strecke · Wechsel des Eisenbahninfrastrukturunternehmens (Strecke außer Betrieb) |                              | Außengrenze des RATP – Ende Elektrifizierung         | Außengrenze des RATP – Ende Elektrifizierung         |
| Strecke · Bahnhof (Strecke außer Betrieb) | 23,7                         | Limeil-Brévannes                                     | Limeil-Brévannes                                     |
| |                              |                                                      |                                                      |
| ehemaliger Bahnhof | 28,0                         | Villecresnes                                         | Villecresnes                                         |
| |                              |                                                      |                                                      |
| Bahnhof (Strecke außer Betrieb) · Strecke | 30,8                         | Mandres                                              | 93 m                                                 |
| Strecke von links · Strecke nach rechts |                              |                                                      |                                                      |
| Strecke · Bahnübergang (Strecke außer Betrieb) | ~32,4                        | N 19                                                 | N 19                                                 |
| Strecke · Bahnhof (Strecke außer Betrieb) | 32,4                         | Santeny-Servon                                       | 96 m                                                 |
| Grenze · Grenze (Strecke außer Betrieb) | ~32,4                        | Département Val-de-Marne / Seine-et-Marne            | Département Val-de-Marne / Seine-et-Marne            |
| Strecke nach links · Abzweig quer, von links und von rechts |                              | LGV Interconnexion Est von/nach Vémars               | LGV Interconnexion Est von/nach Vémars               |
| Bahnhof (Strecke außer Betrieb) | 35,9                         | Brie-Comte-Robert                                    | 89 m                                                 |
| Bahnhof (Strecke außer Betrieb) · Strecke | 40,4                         | Grisy-Suisnes                                        | 98 m                                                 |
| Bahnübergang (Strecke außer Betrieb) · Strecke | ~41,2                        | D319 (ehem. N 19)                                    | D319 (ehem. N 19)                                    |
| Bahnhof (Strecke außer Betrieb) · Strecke | 43,1                         | Coubert-Soignolles                                   | 85 m                                                 |
| Strecke | 45,4                         | Yerres                                               | Yerres                                               |
| Strecke quer · Strecke nach rechts |                              | LGV Sud-Est                                          | LGV Sud-Est                                          |
| Bahnhof | 50,9                         | Yèbles-Guignes                                       | 93 m                                                 |
| Abzweig ehemals geradeaus und von links |                              | Bahnstrecke Paris–Mulhouse von Paris-Est             | Bahnstrecke Paris–Mulhouse von Paris-Est             |
| Bahnhof | 54,1 52,5                    | Verneuil-l’Étang                                     | 96 m                                                 |
| Abzweig ehemals geradeaus und nach rechts |                              | Bahnstrecke Paris–Mulhouse nach Mulhouse             | Bahnstrecke Paris–Mulhouse nach Mulhouse             |
| Brücke über Wasserlauf (Strecke außer Betrieb) | 57,2                         | Yerres                                               | Yerres                                               |
| Bahnhof (Strecke außer Betrieb) | 58,7                         | Chaumes                                              | 100 m                                                |
| Bahnhof (Strecke außer Betrieb) | 63,4                         | Fontenay-Trésigny                                    | 105 m                                                |
| Abzweig ehemals geradeaus und von links |                              | Bahnstrecke Gretz-Armainvilliers–Sézanne v. Gretz‑A. | Bahnstrecke Gretz-Armainvilliers–Sézanne v. Gretz‑A. |
| Bahnhof | 66,3 49,0                    | Marles-en-Brie                                       | 109 m                                                |
| Strecke |                              | Bahnstrecke Gretz-Armainvilliers–Sézanne n. Sézanne  | Bahnstrecke Gretz-Armainvilliers–Sézanne n. Sézanne  |

Die Bahnstrecke Paris–Marles-en-Brie ist eine normalspurige Eisenbahnstrecke, die vom Gare de la Bastille im Herzen von Paris nach Marles-en-Brie an der Bahnstrecke Gretz-Armainvilliers–Sézanne führt. Ihr erster, gut fünf Kilometer lange Abschnitt, der heute weitgehend nicht mehr existiert, wurde am 22. September 1859 im Beisein von Kaiser Napoleon III. eröffnet und führte zunächst bis Vincennes, weshalb sie landläufig auch Ligne de Vincennes oder nur Ligne V genannt wurde. In den 1880er bis 1890er Jahren wurde sie immer weiter verlängert. Heute ist diese Strecke mehrfach in das Nah- und Fernverkehrsnetz des Großraums eingebunden; einige Streckenteile und Bahnhöfe wurden aufgegeben, andere reaktiviert oder erweitert und modifiziert.
Auf ihr waren bis zum Ende im Dezember 1969 ausschließlich Dampflokomotiven im Einsatz, weil auf dieser Bahnstrecke über Jahrzehnte nicht investiert wurde und keine Neuerungen Einzug erhielten. Am Ort ihres einstigen Kopfbahnhofes am Place de la Bastille befindet sich heute die der Kultur verpflichtete Opéra Bastille. Mit dem Ende der Dampflok-Ära in Paris begann das Schnellbahnnetz in Paris. Die Linie A war die erste Linie, die in den Folgejahren zu einem ganzen Verkehrsnetz heranwachsenden getakteten Verkehrssystem werden sollte. Der 17,5 km lange Abschnitt Vincennes–Boissy-Saint-Léger ist ihr östlicher Ausläufer. In Verneuil-l’Étang besteht heute Anschluss an die Transilien-Linie P Sud.

## Geschichte

### Bau der Strecke
| Datum              | Länge [km] | Abschnitt                                                                                       |
| ------------------ | ---------- | ----------------------------------------------------------------------------------------------- |
| 22. September 1859 | 16,8       | Paris-Bastille – La Varenne-Chennevières                                                        |
| 5. September 1872  | 2,7        | Verlängerung La Varenne-Chennevières – Sucy-Bonneuil                                            |
| 9. Juli 1874       | 2,3        | Verlängerung Sucy-Bonneuil – Boissy-Saint-Léger                                                 |
| 5. August 1875     | 14,2       | Verlängerung Boissy-Saint-Léger – Brie-Comte-Robert                                             |
| 1. Juli 1892       | 18,1       | Verlängerung Brie-Comte-Robert – Verneuil-l’Étang                                               |
| 1. Juni 1893       | 13,8       | Verlängerung Verneuil-l’Étang – Marles-en-Brie                                                  |
| 18. April 1939     | 13,8       | Schließung Verneuil-l’Étang – Marles-en-Brie (Personenverkehr)                                  |
| 18. Juli 1939      | 32,4       | Schließung Boissy-Saint-Léger – Verneuil-l’Étang (PV)                                           |
| 1944               | 46,2       | Wiederöffnung Boissy-Saint-Léger – Marles-en-Brie (PV)                                          |
| 1947               | 13,8       | Schließung Verneuil-l’Étang – Marles-en-Brie (PV)                                               |
| 18. Mai 1953       | 32,4       | Schließung Boissy-Saint-Léger – Verneuil-l’Étang (PV)                                           |
| 14. Dezember 1969  | 17,4       | Wiedereröffnung als RER-Linie A und Schließung des Abschnitts zwischen Bastille und Saint-Mandé |
| 14. Dezember 1969  | 4,3        | Wiedereröffnung als RER-Linie A und Schließung des Abschnitts zwischen Bastille und Saint-Mandé |

Diese Bahnstrecke wurde von dem gerade gegründeten und stark expandierendem Bahnunternehmen Chemins de fer de l’Est (EST) projektiert und realisiert. Sie sollte helfen, den Osten Frankreichs mit der neuen Bahninfrastruktur zu erschließen. Auch strategische Gründe und ein Alternativbahnhof zum Gare de l’Est spielten eine Rolle.

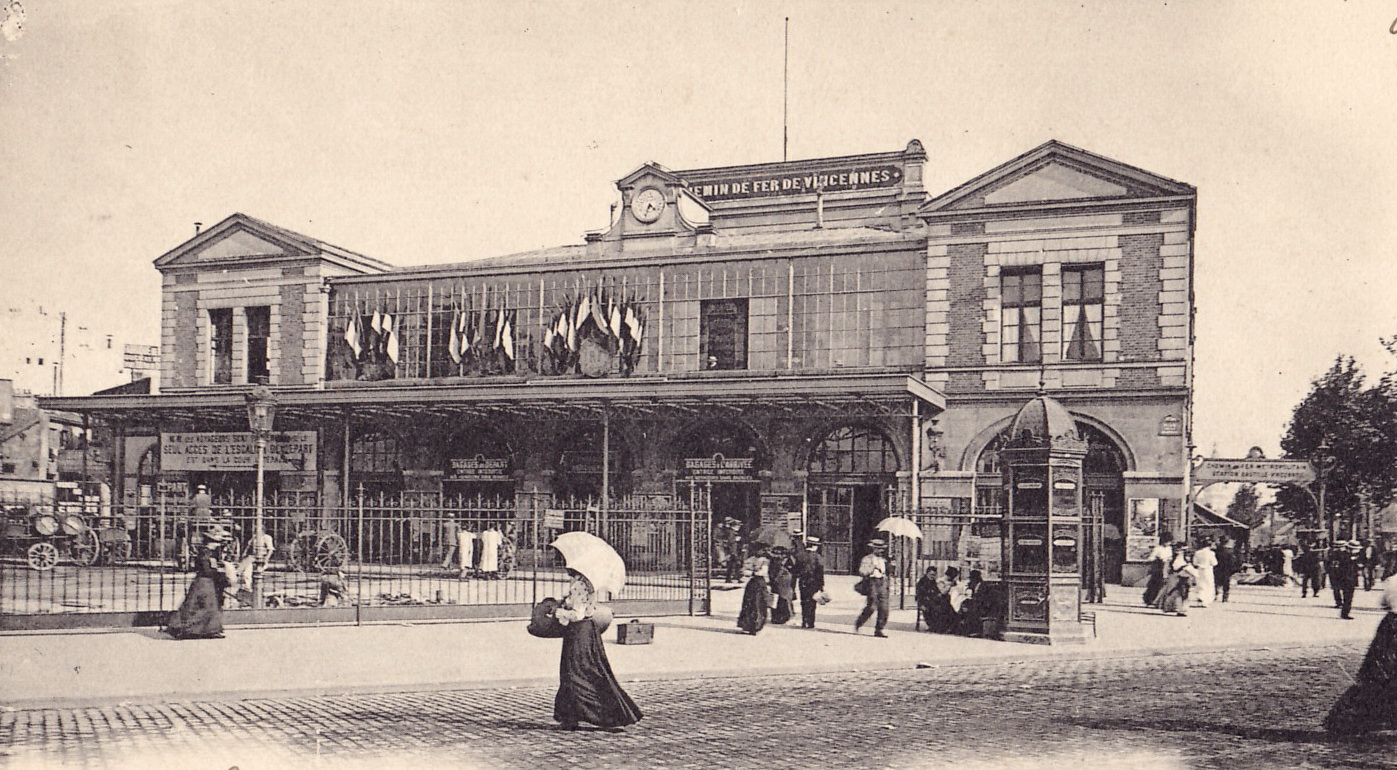
Gare de la Bastille um 1900

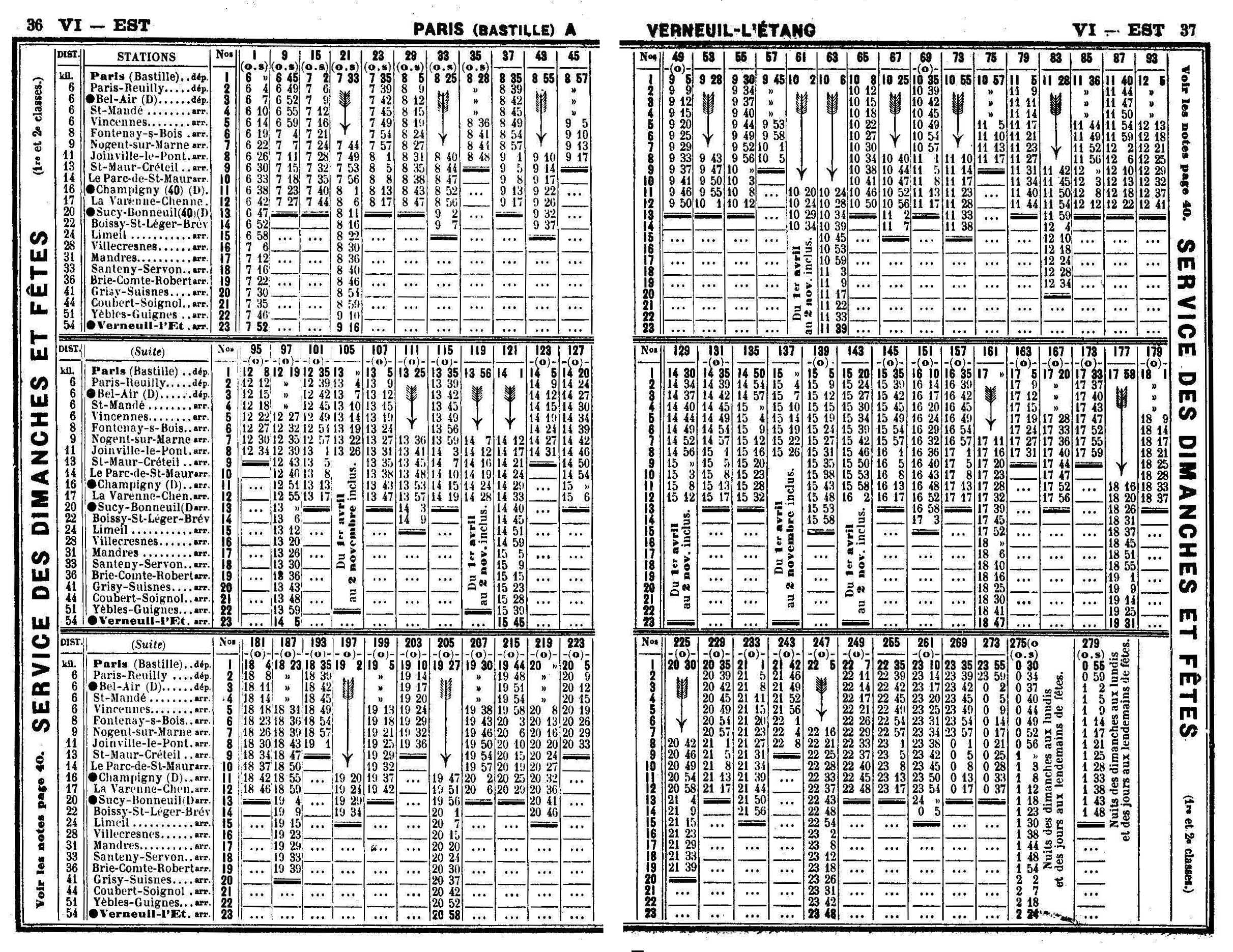
Sonntagsfahrplan Mai 1914

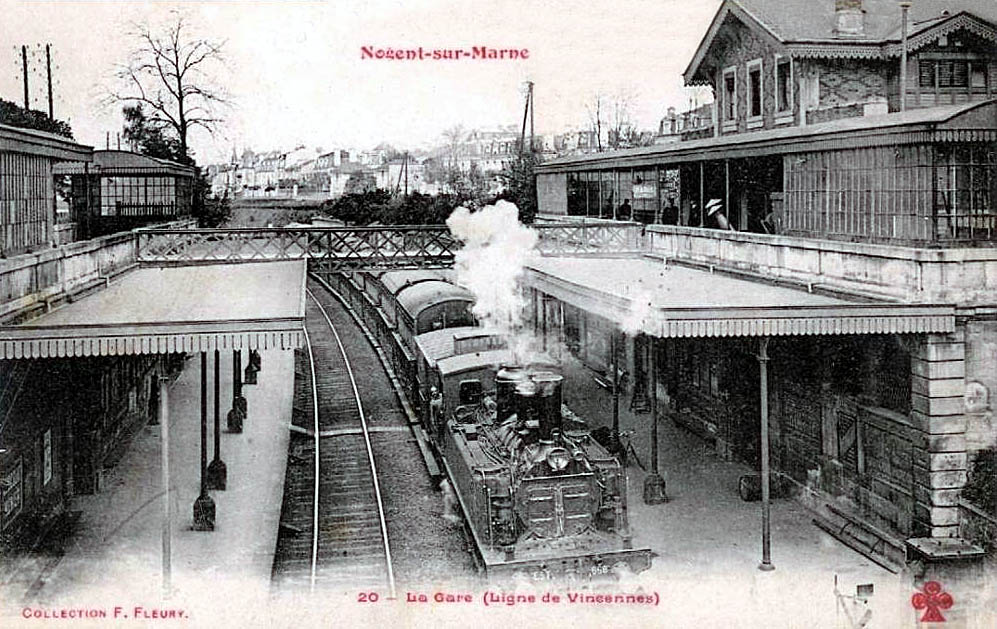
Bahnhof Nogent-sur-Marne um 1900

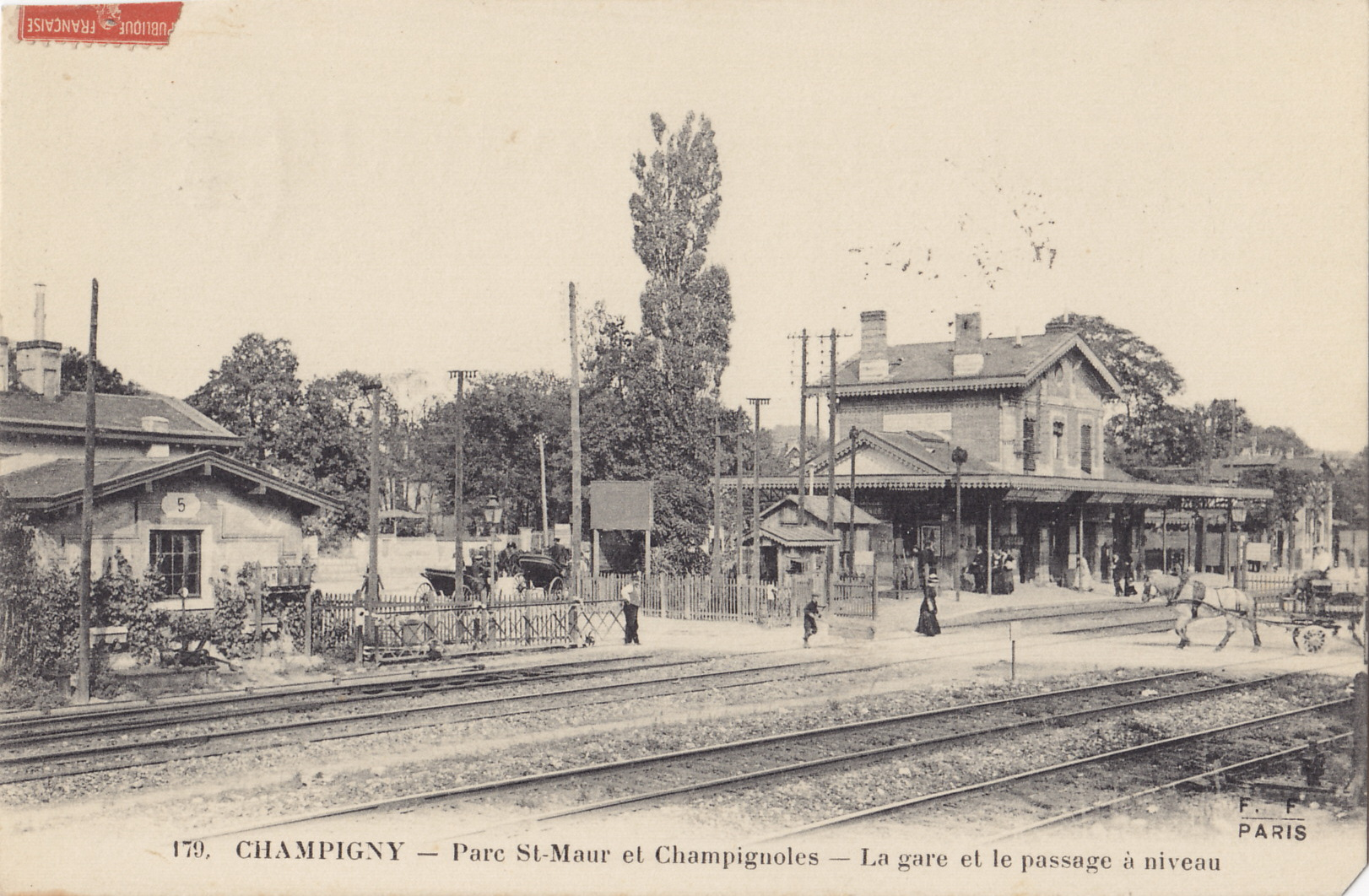
Bahnhof Parc de Saint-Maur ca. 1913

Noch vor Umbenennung in die EST beantragte die Compagnie du chemin de fer de Paris à Strasbourg am 17. August 1853 den Bau und Betrieb einer Bahnstrecke von Paris nach Vincennes, Saint-Mandé und Saint-Maur.
1857 gab es Schwierigkeiten beim Bau, da die Stadt Paris die Errichtung der notwendigen Viadukte über die Straßenzüge verweigerte. Die Hartnäckigkeit der Bahngesellschaft führte schließlich dazu, doch den aufwändigen Bau genehmigt zu bekommen und diese bis 1859 abzuschließen, sodass das erste Teilstück eröffnet werden konnte. Heute befindet sich in 64 von den ehemals 75 Brückenbögen das Viaduc des Arts. Bis 1893 war Marles-en-Brie an der 1863 in Betrieb genommenen Bahnstrecke Gretz-Armainvilliers–Sézanne erreicht und damit die Strecke vollendet. Kriegsbedingt wurde die Strecke im Zweiten Weltkrieg geschlossen.

### Peripherie
Auf ihrem Weg, Paris zu verlassen, kreuzt die Strecke mehrfach andere Eisenbahnstrecken, die in der Mitte der 1850er Jahre gebaut worden sind: Die Petite und die Grande Ceinture, die beiden Ringbahnen um Paris. Seit 1994 nimmt sie in der Höhe von Villecresnes auf gut 4 km die LGV Interconnexion Est auf ihrer ehemaligen Trasse auf. In Verneuil-l’Étang ist sie mit der Bahnstrecke Paris–Mulhouse vernetzt.
Beim Bau der Strecke wollte man eine möglichst große Fläche erschließen, wofür sich der kurvenreiche Flusslauf der Marne gut eignete. So konnte man viele Gemeinden an die Strecke anbinden. Die Strecke prosperierte von Anfang an. Sowohl bei Städtern war diese Strecke beliebt, die ihre Freizeit am Marneufer verbringen wollten als auch bei Pendlern, die regelmäßig zur Arbeit in die Stadt fahren mussten. Jenseits von Bonneuil nahm der Verkehr deutlich ab, obwohl auch entlang der Yerres viele Zwischenhalte eingerichtet worden waren. Das hohe Verkehrsaufkommen wurde von der Politik begünstigt, die die Fahrtarife subventionierte. An Werktagen fuhren vor der Jahrhundertwende 32 Zugpaare im Halbstundentakt. So wurden beispielsweise im Jahr 1869 fast 6 Mio. Fahrgäste befördert und im Jahr 1900 bereits 19 Mio. Jenseits von Biossy-Saint-Léger gab es dagegen nur vier Fahrten täglich.
Besonders hervorzuheben ist der Baustil der Bahnbauten, der sehr hochwertig und vielverziert das Auge des Reisenden auf sich lenkt. Die Gebäude sind mit unterschiedlich farbigen Ziegelmustern, mit üppigen Holzverkleidungen und anderen dekorativen Elementen versehen.

### Schleichender Rückgang
Mit der Weltwirtschaftskrise in den 1920er und -30er Jahren nahm der Verkehr deutlich ab. Zusätzlich wuchs der Wettbewerb anderer Verkehrsträger, insbesondere die Verlängerung der Métro-Linie 1 bis Château de Vincennes im März 1934. Als dann noch von der Pariser Verkehrsgesellschaft RATP ein dichtes Omnibusnetz aufgebaut wurde, war die Strecke nicht mehr kostendeckend. In der Verwaltung der EST war man fortan bemüht, diesen Abschnitt nicht mehr aufrechtzuerhalten und an die Metrogesellschaft abzugeben. Doch die EST wurde mit dem Jahresbeginn 1938 von der SNCF abgelöst, die ebenfalls kein Interesse hatte, in diese Strecke zu investieren. Schon gut ein Jahr nach der Übernahme wurden die ersten Teilstrecken zum 18. April und dann zum 18. Juli 1938 geschlossen. Dies betraf jedoch die äußersten Teile, die kaum Personenverkehr aufwiesen.
Ab 1941 gingen die Transportleistungen kriegsbedingt noch einmal nach oben und auch die bereits geschlossenen Streckenteile wurden wiedereröffnet. Vom Frühjahr 1944 bis zum Winter 1946 erlebte die Strecke einen letzten Höhepunkt, als der Verkehr aufgrund von Restaurierungsarbeiten am Viadukt von Nogent-sur-Marne und anderen Abschnitten der Strecke Verneuil-l’Étang umgeleitet werden musste. Die Alliierten hatten die Strecke bombardiert und die sich zurückziehenden deutschen Truppen hatten sie sabotiert, und die Züge der Hauptstrecke nach Châlons-sur-Marne, Sézanne oder Troyes liefen vom Gare de Lyon über diese Ausweichroute. Eine Modernisierung einschließlich Elektrifizierung, die zuvor projektiert worden war, ging in den politischen und wirtschaftlichen Umwälzungen der mittleren 1940er Jahre unter.

### Umwandlung zur Schnellbahnstrecke (RER A)
In den 1950er Jahren wurden einige Bahnübergänge beseitigt, sonst aber nur wenig investiert. Immerhin verkehrten noch 44 Zugpaare bis Bastille. Dennoch war dieser Endbahnhof zu beengt und die innerstädtische Lage erlaubte keine Ausweitung der Betriebsfläche. Das „Aus“ für diesen Kopfbahnhof muss Anfang der 1960er Jahre gefallen sein und wurde 1963 bestätigt.
Alternativ wurde in den 1960er-Jahren ein Eisenbahntunnel errichtet, der vom Bahnhof Nation kommend auf dem Ortsgebiet von Saint-Mandé westlich der Station Vincennes die Gleislage erreicht. Von dort bis Boissy-Saint-Léger wurde die bestehende Strecke in den Jahren 1966 bis 1969 unter Beibehaltung des laufenden Betriebs elektrifiziert und an die Anforderungen des Schnellbahnbetriebs angepasst. So wurden die alten Infrastrukturen der EST in die Linie RER A der Réseau express régional d’Île-de-France (RER) integriert. Mit Aufnahme des Schnellbahnbetriebs in den frühen Morgenstunden des 14. Dezember 1969 übernahm die RATP anstelle der SNCF die Betriebsführung.
Weil der Bau des neuen Opernhauses auf dem Gelände des Bahnhofs Bastille noch einige Jahre dauerte, wurde der Bahnhof und der folgende, ab 1969 ungenutzte Gleisabschnitt erst 1984 abgerissen. Das Viadukt der Avenue Daumesnil zwischen Place de la Bastille und dem Bahnhof Reuilly, das zunächst zum Abriss bestimmt war, wurde zu einem bepflanzten Parkwanderweg, der Coulée verte René-Dumont umgewandelt, der bis zur Porte de Montempoivre verlängert wurde. Insgesamt wurde der Abschnitt verkehrsberuhigt und begrünt.